# سفارة الولايات المتحدة في أذربيجان
سفارة الولايات المتحدة في أذربيجان هي أرفع تمثيل دبلوماسي لدولة الولايات المتحدة لدى أذربيجان. تقع السفارة في باكو وهي تهدف لتعزيز المصالح الأمريكية في أذربيجان.

## وصلات خارجية
- قائمة سفارات الولايات المتحدة
- قائمة السفارات في أذربيجان